# Jubileu de Diamante de Isabel II do Reino Unido
O Jubileu de Diamante da Rainha Isabel II foi um evento internacional ocorrido em 2012 que celebrou o aniversário de sessenta anos de coroação da rainha Isabel II do Reino Unido, ocorrido logo após a morte de seu pai, o rei Jorge VI, em 6 de fevereiro de 1952. Antes disso, A rainha Vitória tinha sido a única rainha na história do Reino Unido, e da Commonwealth a celebrar um jubileu de diamante.
Um feriado foi marcado para o Reino Unido durante a data, e seguindo a tradição dos outros jubileus, uma medalha de Diamante foi produzida; sendo a medalha canadense revelada ao público pouco antes do Dia da Coroação, em 2011.

## Reinos daCommonwealth

### Austrália
Quentin Bryce, governador-geral da Austrália, anunciou que o Jubileu de Diamante será comemorado "com vários eventos nacionais e comunitários no reino da Austrália".

### Canadá
No Canadá, o Secretário Canadense da Rainha, Kevin S. MacLeod, foi convocado para presidir o comitê canadense dos eventos em homenagem à rainha. Em 2007, o Secretário de Estado canadense Jason Kenney solicitou aos governadores do Canadá que se preparassem para o aniversário.
No começo de 2010, questionamentos a respeito do feriado nacional foram levantados pela mídia, e em junho o Ministro da Heritage Canadense, James Moore, anunciou que um novo retrato oficial da rainha seria pintado, o primeiro desde 1976, feito por um artista de Ontario.Além disso, um vitral comemorativo, mostrando a Rainha Isabel e a Rainha Vitória foi revelado ao público, sendo instalado no senado canadense na data do jubileu. Um novo jardim oficial dedicado à rainha também foi construído, em homenagem ao jubileu.
Em 3 de fevereiro de 2011, o Governador Geral David Johnston anunciou que a rainha havia autorizado a criação de uma medalha do jubileu. O Governador e o Primeiro Ministro Stephen Harper revelaram a medalha, além do símbolo canadense oficial da celebração no Rideau Hall.

### Reino Unido

#### Planejamento
No Reino Unido, eventos regionais e nacionais estão sendo organizados pelo Queen-in-Council e pela Royal Household no Buckingham Palace. Assim como no Jubileu de Ouro da rainha, o Departamento de Cultura, Comunicação e Esporte está responsável para coordenar as ações do Gabinete Oficial do Primeiro Ministro no jubileu.
Em 5 de Janeiro de 2010, o Lorde Presidente do Conselho e Secretário de Estado para Negócios, Inovação e Habilidades Peter Mandelson anunciou que um feriado extra terá lugar na terça-feira 5 de junho de 2012. Movendo o feriado de Spring Bank (a ultima segunda feira de maio, no Reino Unido) para 4 de junho, dará resultado em um feriado de quatro dias em homenagem ao jubileu de diamante, coincidindo com o feriado do Aniversário da Rainha, que também ocorre em 4 de junho. Assim sendo, o Primeiro Ministro da Escócia também marcou um feriado para 5 de jundo. Um grande evento será realizado em Londres no final de semana, que inclui um concerto musical, sendo supostamente organizado pelo compositor Gary Barlow, além de um passeio de barco através do rio Tâmisa em 3 de junho com cerca de 1 000 barcos são esperados serem utilizados no evento.
Festas de ruas também serão organizadas em todo país. Um loteria especial para o dia está sendo organizada. Foi realizado um concurso em um programa infantil da BBC Blue Peter para escolher o desenho oficial do emblema do evento, tendo sido vencido por uma garota de dez anos chamada Katherine Dewar.